# 扎里恰 (伊賈斯拉夫市鎮)
50°8′39″N 26°41′13″E / 50.14417°N 26.68694°E
參數所指定的目標頁面不存在，建議更正成存在頁面或直接建立下列一個頁面（建立前請先搜尋是否有合適的存在頁面可以取代）：
- 扎里恰

扎里恰（羅馬化：Zarichchia，直译：「河畔」）是烏克蘭西部隸屬赫梅利尼茨基州舍佩蒂夫卡區伊賈斯拉夫卡市鎮的村莊，該村處於索申河畔，面積0.333平方公里，海拔高度261米，2001年人口35。